# Sevillana (Elgar)
Sevillana o, come il compositore la intitolò, Sevillaña (Scène Espagnole), è un breve brano per orchestra del compositore inglese Edward Elgar scritto nel 1884 e pubblicato come Op. 7.

## Storia
Sevillana fu pubblicato per la prima volta da Tuckwood, mentre la revisione del compositore del 1889 fu pubblicata da Ascherberg nel 1895. Era dedicata a W. C. Stockley, direttore del Festival di Birmingham.
L'insegnante di violino di Elgar, Adolf Pollitzer, mostrò la partitura al direttore d'orchestra August Manns che la inserì in un concerto al Crystal Palace il 12 maggio 1884. Questo succedeva poco dopo la sua prima esecuzione, il 1º maggio, in un concerto della Worcester Philharmonic Society, diretto dall'organista di Cattedrale di Worcester, William Done.
Il pezzo è stato composto quando era un giovane di 26 anni, poco dopo lo scioglimento del fidanzamento con Miss Helen Weaver.

## Strumentazione
2 flauti (2° anche ottavino), 2 oboi, 2 clarinetti (si♭), 2 fagotti, 2 corni (fa), 2 cornette (si♭), 3 tromboni, trombone basso, tuba, rullante, tamburello, grancassa, piatti, triangolo, archi

## Struttura
Allegro moderato, tempo di 3⁄8 sol minore
Il lavoro inizia con un ritmico episodio vivace in 3/8, caratteristico della danza spagnola Sevillana. Dopo la breve introduzione, i violini espongono il tema mostrato nell'estratto 1.
Estratto 1
La codetta dominata dal ritmo puntato è seguita da una raffinata melodia in sol maggiore (Estratto 2).
Estratto 2
In seguito viene mostrato un brioso episodio in re maggiore (Estratto 3).
Estratto 3
Dopo il breve sviluppo usando gli estratti 2 e 3, riappare il ritmo puntato, seguito da una ricapitolazione dell'estratto 1. Nella coda la musica accelera fino al con fuoco dell'estratto 2, fino al presto dell'estratto 1 e si arriva precipitosamente alla fine.
La durata delle esecuzioni di questo lavoro è di circa 5 minuti.